# Битва при Моранноне
Битва при Моранноне (англ. Battle of the Morannon), также известная как битва у Чёрных врат (англ. Battle of the Black Gate) — вымышленное сражение, описанное в романе «Властелин колец» английского писателя Джона Р. Р. Толкина. Битва произошла 25 марта 3019 года Третьей эпохи и стала финальным сражением в Войне Кольца, в котором небольшая армия Гондора и его союзников сразилась с превосходящими силами Тёмного властелина Саурона у входа в Мордор. Саурон предполагал, что нападавшие обладают Единым кольцом и используют его для победы над ним. На самом деле Единое кольцо было тайно пронесено в Мордор двумя хоббитами, Фродо и Сэмом, чтобы уничтожить его в огне Роковой горы, а атака у Чёрных врат была организована для отвлечения внимания Саурона от миссии Фродо. Армии Мордора и его союзников на порядок превосходили армии запада, окружив их. Когда победа Тёмного властелина казалась неизбежной, Единое кольцо было уничтожено в огне Роковой горы, после чего войска Саурона были дезориентированы и бежали. Началось извержение вулкана в Роковой горе, крепость Барад-дур и Чёрные врата рухнули до основания, а Саурон потерпел окончательное поражение. Армия запада вернулась в Минас Тирит с победой.

## Контекст
Сражение у Мораннона стало финальной битвой против Тёмного властелина Саурона в ходе Войны Кольца. Мораннон, или Чёрные врата, были входом в Мордор со стороны северо-запада. Армия запада под предводительством Арагорна направилась к Чёрным вратам для отвлечения внимания Саурона и его армий от тайной миссии хоббитов Фродо Бэггинса и Сэма Гэмджи, которые проникли в Мордор с целью уничтожить Единое кольцо в огне Роковой горы, где когда-то оно было выковано самим Сауроном. Надежда атакующих была в том, что Саурон подумает, что Единое кольцо у Арагорна и он использует его против армий Тёмного властелина. Во время шествия к Мораннону герольды открыто называли Арагорна «королем Элессаром», бросая тем самым вызов Саурону.
В армии Арагорна было около семи тысяч воинов из Гондора и Рохана: примерно 6 тысяч пехотинцев и около тысячи всадников. В состав армии входили король Рохана Эомер, принц Имрахиль из Дол Амрота, сыновья Эльронда Элладан и Эльрохир, страж цитадели Минас Тирита Берегонд, а также пятеро из восьми выживших членов Братства Кольца (Арагорн, Гэндальф, Леголас, Гимли и Перегрин Тук).
По пути к Мораннону Арагорн сжёг мост, ведущий к крепости Минас Моргул и оставил у Перекрёстка сильный отряд на случай, если войска врага выйдут из перехода Моргул или с юга. Севернее, в Итилиэне (примерно на том же месте, где Фарамир и следопыты Итилиэна устроили засаду на войско харадрим за две недели до этого), на армию Арагорна напали орки и истерлинги, однако их удалось разгромить без особых проблем. Арагорн понял, что это была ложная атака с целью усыпления бдительности наступающей армии, которая должна подумать, что силы Саурона истощены. Арагорн позволил «слабым духом» не идти к Чёрным вратам, а освободить остров Каир Андрос на Андуине. Таким образом, к Чёрным вратам подошло менее шести тысяч воинов.

## Битва
Битва произошла 25 марта 3019 года Третьей эпохи. Перед её началом Саурон послал одного из своих слуг, чёрного нуменорца по прозвищу «Голос Саурона» (англ. Mouth of Sauron), на переговоры с предводителями войск запада. Тот пытался убедить Гэндальфа, что Саурон захватил Фродо в плен, показав в качестве доказательств меч Сэма, эльфийский плащ и митрилевую кольчугу Фродо. Голос Саурона угрожал пытать Фродо, если атакующие не согласятся сдаться. Гэндальф забрал у Голоса Саурона вещи Фродо и Сэма и отослал его прочь.
Чёрные врата открылись, откуда вышло большое войско Саурона. Другие силы Саурона, прятавшиеся до этого момента среди холмов вблизи Чёрных врат, также выступили вперёд. В итоге войска Саурона окружили армию запада. Они численно превосходили армию запада в соотношении, как минимум, десять к одному. Арагорн расположил своих войска круговым строем вокруг двух холмов перед Моранноном, поставив лучших воинов спереди. Слева расположились войска, в числе которых был сам Арагорн, Гэндальф, сыновья Эльронда и дунэдайн севера, справа расположились войска с Эомером, Имрахилем, рыцарями Дол Амрота, Берегондом и Пиппином. Их атаковали орды орков, троллей (в том числе олог-хаев, улучшенной версией троллей) и людей-варваров (истерлингов и харадрим). В ходе битвы тролль ранил Берегонда, но был убит хоббитом Перегрином Туком. Восемь выживших назгулов летали над полем боя, вселяя страх в сердца воинов запада, но затем на помощь Арагорну прилетели гигантские орлы из Мглистых гор во главе с Гваихиром, которые атаковали назгулов.
В тот момент, когда надежда на победу, казалось, потеряна, Фродо в роковой расщелине Ородруина надел на палец Единое кольцо, после чего Саурон сразу же осознал смертельную опасность и отправил назгулов к Роковой горе. Армия Мордора, лишённая внимания Саурона, была дезорганизована. Голлум откусил у Фродо палец с кольцом и, празднуя это событие, упал вместе с кольцом в огненную расщелину Ородруина. Кольцо было уничтожено, а вместе с ним и вся сила Саурона. Назгулы исчезли. Барад-дур, Чёрные врата и башни Мораннона рассыпались, так как их основания держала сила Единого кольца. Саурон также был уничтожен: его гигантская тень проявилась в небе в бессильном гневе, но была развеяна ветром, а его дух остался навсегда бестелесным и бессильным.
Орки и другие создания Саурона без его контроля оказались беспомощными и бездумно бежали, кто-то падал в ямы, кто-то убивал себе подобных. Многие истерлинги и харадрим бежали или сдавались в плен, однако некоторые наиболее злобные, продолжили отчаянно сражаться. Вскоре силы запада одержали окончательную победу.

## После битвы
Благодаря уничтожению Единого кольца и поражению Саурона битву удалось выиграть не на поле боя. Многие выжившие орки и люди, воевавшие на стороне Саурона, бежали в горы или на север, где сражения с оставшимися силами Тёмного властелина продолжались ещё на протяжении нескольких недель (в частности, в районе Дол Гулдура в Лихолесье и вблизи Эребора).
Формально Война Кольца закончилась спустя несколько месяцев после Битвы у Байуотера и последующего убийства Сарумана в Шире.

## Интерпретации

### Христианство
Филолог и исследователь творчества Толкина Том Шиппи отметил, что Толкин, бывший католиком, приходит очень близко к аллегории и идее христианского Откровения в моменты, которые он сам назвал термином «эвкатастрофа» — внезапное избавление от казавшейся неотвратимой беды. Когда Единое кольцо уничтожено и Саурон навсегда потерял свою силу, прилетают орлы — вестники добрых вестей. Орёл поёт песню, которая, по мнению Шиппи, очень напоминает псалом 23 и псалом 32 из Псалтири  (в Библии короля Якова — псалмы 24 и 33). Когда орёл поёт: «Чёрные врата разбиты», он имеет в виду врата Мораннона, однако эту фразу также можно отнести к Смерти и Аду (Мф. 16:18: «и врата ада не одолеют её»), а во фразе «Король грядёт воцариться» он имеет в виду Арагорна, но также её можно отнести ко Христу. Шиппи полагает, что эта двусмысленность является намеренной, так же, как и дата 25 марта, которая для англосаксов (и в целом в общеевропейской народной традиции) была датой распятия Христа, а также датой Благовещения (ровно за девять месяцев до Рождества) и последним днём Творения (согласно Библии).

### Храбрость
Исследователь Толкина Пол Х. Кочер обратил внимание на то, что хотя многие критики писали о «самоотверженной храбрости» хоббитов Фродо и Сэма, отправившихся в Мордор для уничтожения Единого кольца, немногие отмечали «равное, хотя и менее уединённое бескорыстное мужество» нескольких тысяч людей, отправившихся к Чёрным вратам на битву. Кочер заметил, что если бы Фродо и Сэм завершили свою миссию хотя бы на час позже, вся армия Арагорна была бы уничтожена, то есть и хоббиты спасли армию запада, и армия запада спасла хоббитов.

### Параллели с XX веком
Критики провели параллели между Голосом Саурона и историческими фигурами периода Второй мировой войны. Так, Дэниел Тиммонс сравнил Гэндальфа, отказавшегося вести переговоры с глашатаем Саурона и отвергшего его требования, с Уинстоном Черчиллем, а Том Шиппи сравнил предложение Голоса Саурона о мире в обмен на капитуляцию армий запада с вишистской Францией под оккупацией нацистской Германии.

### Психологический квест
Грегори Бэсшем и Эрик Бронсон в книге «Хоббит и философия» отметили, что Перегрин Тук, который отправился в поход из Шира в качестве инфантильного и озорного хоббита, в корне меняется по ходу повествования, о чём свидетельствует его убийство тролля во время битвы при Моранноне.

## Изображение битвы в адаптациях

В фильме Питера Джексона «Властелин колец: Возвращение короля» битва показана с большим количеством эффектов компьютерной анимации

В 1957 году Мортон Грейди Циммерман и его коллеги предложили Толкину сценарий фильма «Властелин колец», в котором были элементы анимации, миниатюр и художественных съёмок. По сценарию в ходе битвы у Чёрных врат Гэндальф превращал каждого из назгулов в камень на глазах у обеих армий. Толкин категорически отверг этот сценарий и фильм не был снят.
В фильме Питера Джексона «Властелин колец: Возвращение короля» события битвы при Моранноне показаны параллельно со сценами с участием хоббитов у Роковой горы. Основной акцент сделан на участии в битве Гэндальфа, Арагорна и других членов Братства Кольца. Арагорн сражается с троллем, что является отступлением от сюжета книги. Для съёмок битвы использовалось большое число статистов и несколько сотен солдат из армии Новой Зеландии для придания ощущения масштаба. Режиссёр какое-то время планировал включить в фильм сцену битвы между Арагорном и Сауроном, но затем решил заменить эту сцену на битву между Арагорном и троллем.
В расширенной версии фильма есть сцена, в которой перед началом битвы появляется Голос Саурона (его сыграл Брюс Спенс). Его верхняя часть лица закрыта шлемом, а рот с гнилыми зубами непропорционально увеличен. Джексон в комментарии к режиссёрской версии фильма на DVD сказал, что такая визуальная интерпретация образа Голоса Саурона заключалась в том, что долгое повторение посланий Тёмного властелина оказало негативный эффект и деформировало тело персонажа.

## Комментарии
1. ↑  Фродо и Сэм были в Мордоре, Мериадок Брендибак остался в Минас Тирите на излечении после того, как атаковал Короля-чародея.

### Первичные источники
1. 1 2  Tolkien, 1955, Book V, chapter 9, "The Last Debate".
2. 1 2 3 4  Tolkien, 1955, Book V, chapter 10, "The Black Gate Opens".
3. 1 2  Tolkien, 1955, Book VI, chapter 3, "Mount Doom".
4. 1 2  Tolkien, 1955, Book VI, chapter 4, "The Field of Cormallen".
5. ↑  Tolkien, 1955, Book VI, chapter 8, "The Scouring of the Shire".

### Вторичные источники
1. 1 2  Fonstad, 1991, p. 154.
2. ↑  Shippey, 2005, pp. 226—227.
3. ↑  Kocher, Paul. Master of Middle-earth: The Achievement of J.R.R. Tolkien. — Penguin Books, 1974. — P. 140—141. — ISBN 978-0-14-003877-4.
4. ↑  Timmons, Daniel. Tolkien and Shakespeare: essays on shared themes and language / editor Croft, Janet Brennan. — McFarland & Co, 2006. — ISBN 0-7864-2827-9.
5. ↑  Shippey, 2005.
6. ↑  Bassham, Gregory & Bronson, Eric. The Hobbit and Philosophy: For When You've Lost Your Dwarves, Your Wizard, and Your Way. — John Wiley & Sons, 2012. — ISBN 978-0-470-40514-7.
7. 1 2  Wilkinson, Matthew. Lord Of The Rings: 10 Hidden Details From Return Of The King (англ.). ScreenRant (21 января 2020). Дата обращения: 21 февраля 2024. Архивировано 27 декабря 2023 года.
8. ↑  Stratyner, Leslie & Keller, James R. Fantasy Fiction into Film: Essays. — McFarland, 2015. — ISBN 978-1-4766-1135-8.
9. ↑  Evans, Willy. 15 Secrets You Didn't Know Behind The Making Of Lord Of The Rings (англ.). Screenrant (3 марта 2018). Дата обращения: 21 февраля 2024. Архивировано 4 июня 2023 года.
10. ↑  Leitch, Thomas. Film Adaptation and Its Discontents: From Gone with the Wind to The Passion of the Christ. — Johns Hopkins University Press, 2009. — ISBN 978-0-8018-9187-8.
11. ↑  Rateliff, John D. Two Kinds of Absence // Picturing Tolkien / editor Bogstad, Janice M. & Kaveny, Philip E. — McFarland, 2011. — P. 65—66. — ISBN 978-0-7864-8473-7.
12. ↑  Russell, Gary. The Art Of The Lord Of The Rings. — Houghton Mifflin Harcourt, 2004. — ISBN 978-0-618-51083-2.
13. ↑  Peter Jackson, Fran Walsh, Philippa Boyens (2004). Director/Writers' Special Extended Edition commentary (DVD). New Line Cinema.